# Đại học Kobe
Đại học Kobe  (神戸大学 (Thần Hộ Đại học) Kōbe daigaku), thường gọi tắt là Shindai  (神大 (Thần Đại)), là một trong những trường đại học quốc gia hàng đầu của Nhật Bản nằm tại thành phố Kobe, tỉnh Hyōgo, Nhật Bản.
Đại học Kobe hiện nay có 14 khoa đào tạo trên đại học, 11 khoa đào tạo bậc đại học. Thống kê năm 2013 cho biết, có hơn 16,000 sinh viên đang theo học các hệ đào tạo tại trường với 1,108 sinh viên quốc tế. Đội ngũ nhân viên chính thức của Đại học Kobe là hơn 3,300 người bao gồm đôi ngũ Giáo sư, Phó Giáo sư, nhân viên hành chính.
Tọa lạc bên sườn núi Rokko, Đại học Kobe hướng tầm nhìn ra toàn bộ thành phố cảng Kobe, cung cấp một môi trường thuận lợi cho nghiên cứu, học thuật, đặc biệt là lĩnh vực khoa học xã hội. Đại học Kobe là một trong những trường đại học lâu đời và lớn nhất Nhật Bản. Đây là trường đại học quốc lập có thứ hạng cao nhất tại Nhật Bản không kể đến các trường đại học trong nhóm 7 trường Đại học Đế quốc trước đây.
Tiền thân của Đại học Kobe, Trường Cao đẳng Thương mại Kobe, là một trong những nơi đào tạo kinh tế lâu đời nhất Nhật Bản hơn 100 năm trước. Chính vì thế, thành phố Kobe còn được mệnh danh là cái nôi của đào tạo kinh tế và quản trị kinh doanh bậc cao tại Nhật Bản, ngày nay, Kobe vẫn là trung tâm trong hệ thống nghiên cứu kinh tế của hệ thống giáo dục quốc dân Nhật Bản.
Bên cạnh đó, Bệnh viện Kobe trực thuộc Đại học Kobe, được thành lập năm Minh Trị thứ 2 (1869), cũng là một trong những trung tâm nghiên cứu và đào tạo y học hiện đại lâu đời nhất Nhật Bản.

## Lịch sử hình thành

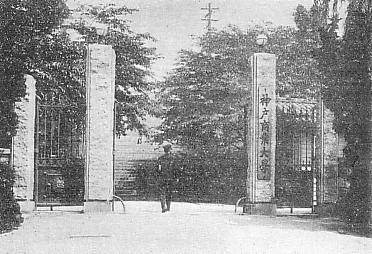
Cổng chính Đại học Kobe thập niên 1930

Tiền thân của Đại học Kobe là Trường Cao đẳng Thương mại Kobe (神戸高等商業学校 Kōbe kōtō shōgyō gakkō) thành lập năm Minh Trị thứ 35 (1902). Hiệu trưởng đầu tiên của nhà trường là ngài Tetsuya Mizushima (水島銕也, 1864—1928). Trường được đổi tên hai lần vào năm 1929 thành Đại học Thương mại Kobe (神戸商業大学 Kōbe shōgyō daigaku) vào năm 1944 thành Đại học Kinh tế Kobe (神戸経済大学 Kōbe keizai daigaku).
Sau khi kết thúc Chiến tranh thế giới thứ hai, vào năm Chiêu Hoà thứ 29 (1949), dưới hệ thống giáo dục mới của chính phủ Nhật Bản, Đại học Kobe được chính thức thành lập trên cơ sở sáp nhập Đại học Kinh tế Kobe với Trường Trung học tỉnh Hyogo, Trường Trung học Himeji và Trường Cao đẳng Kỹ thuật Kobe.

## Bậc trên đại học

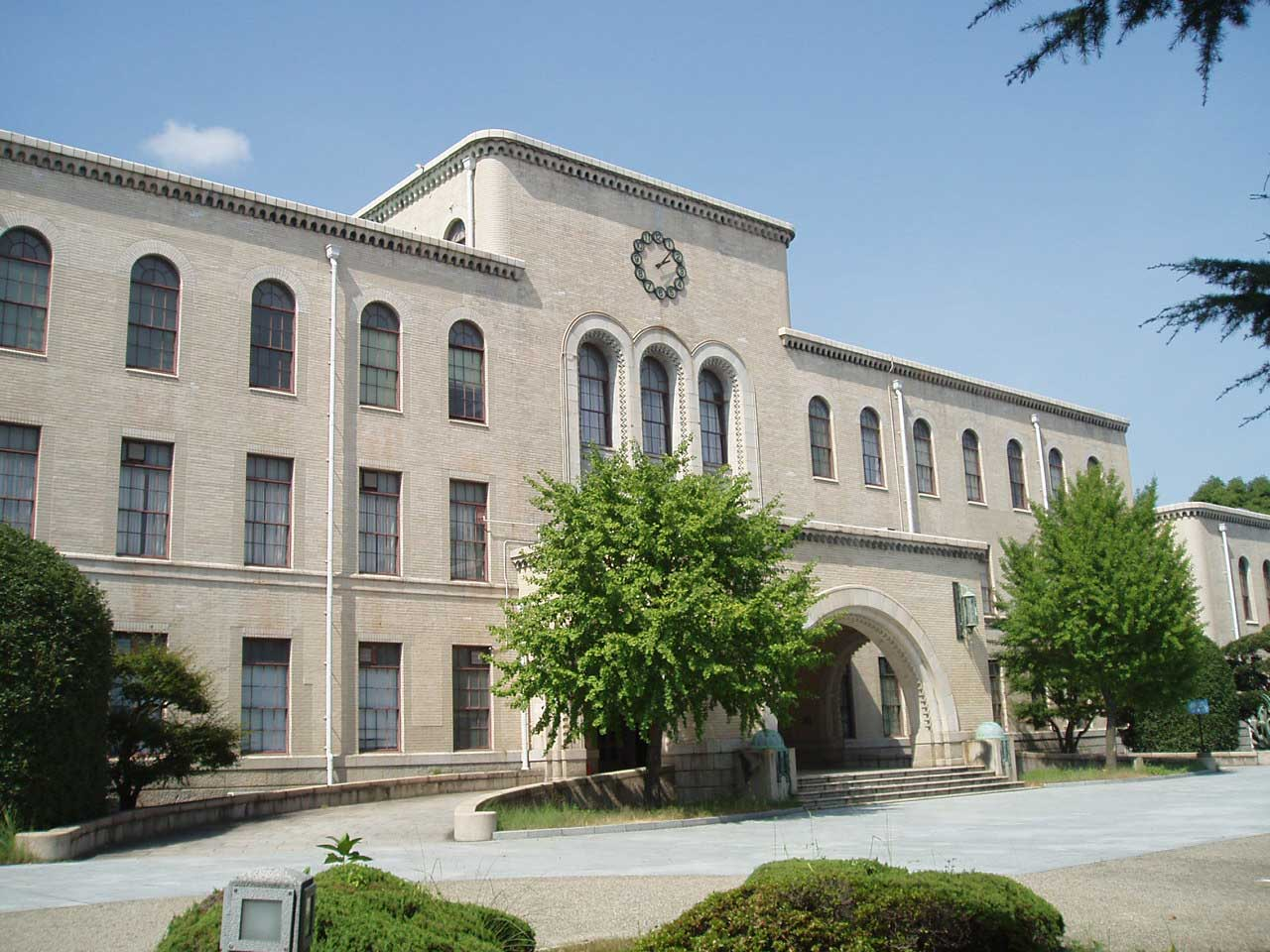
Tòa nhà trung tâm Rokkodai

- Trường Nhân văn (Graduate School of Humanities)
- Trường Văn hoá quốc tế (Graduate School of Intercultural Studies)
- Trường Phát triển Con người và Môi trường (Graduate School of Human Development and Environment)
- Trường Luật (Graduate School of Law Lưu trữ ngày 4 tháng 11 năm 2017 tại Wayback Machine)
- Trường Kinh tế (Graduate School of Economics)
- Trường Quản trị Kinh doanh (Graduate School of Business Administration)
- Trường Khoa học (Graduate School of Science)
- Trường Y dược (Graduate School of Medicine)
- Trường Khoa học Sức khoẻ (Graduate School of Health Sciences)
- Trường Kỹ thuật (Graduate School of Engineering)
- Trường Hệ thống Tin học (Graduate School of System Informatics)
- Trường Khoa học Nông nghiệp (Graduate School of Agricultural Science)
- Trường Khoa học Hàng hải (Graduate School of Maritime Science)
- Trường Quan hệ Quốc tế (Graduate School of International Cooperation Studies)
- Trường Khoa học, Công nghệ và Đổi mới (Graduate School of Science, Technology and Innovation)

## Bậc đại học
- Khoa Văn học
- Khoa Liên Văn hoá
- Khoa Phát triển Con người
- Khoa Luật
- Khoa Kinh tế
- Khoa Quản trị Kinh doanh
- Khoa Khoa học
- Khoa Y dược
- Khoa Nông nghiệp
- Khoa Hàng hải

## Khuôn viên

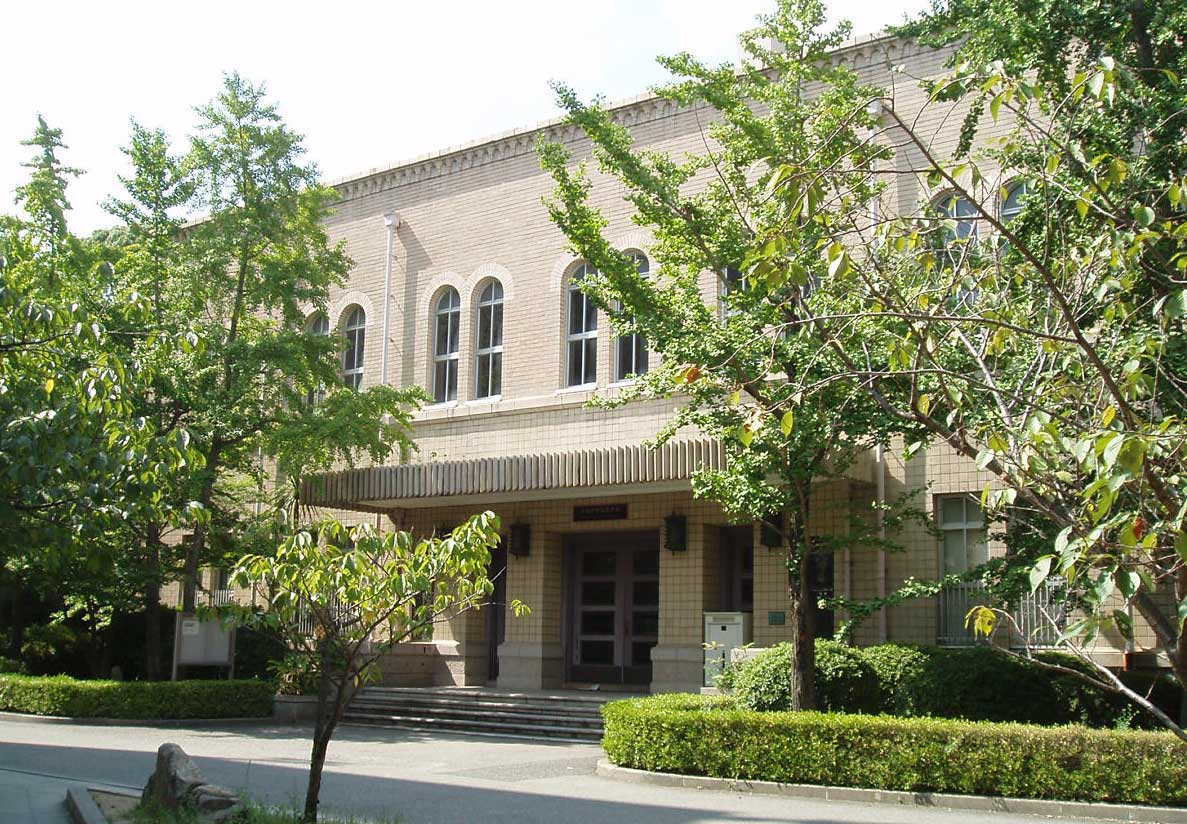
Thư viện trung tâm Rokkodai

Đại học Kobe có 4 phân khu: Rokkodai, Kusunoki, Myodani, and Fukae. Rokkodai là phân khu chính với 9 trên tổng số 11 khoa đào tạo đại học.
- Phân khu Rokkodai: Gồm các Khoa Luật, Kinh tế, Quản trị Kinh doanh, Nhân văn, Khoa học, Nông nghiệp, Cơ khí, Liên Văn hoá, Phát triển Con người.
- Phân khu Kusunoki: Khoa Y dược
- Phân khu Myodani: Khoa Khoa hoc Sức khoẻ
- Phân khu Fukae: Khoa Hàng hải

## Xếp hạng đại học
Đại học Kobe là một trong những trường đại học Nhật Bản có uy tín hàng đầu trong nghiên cứu. Theo bảng xếp hạng Shanghai Ranking năm 2018 thì Đại học Kobe đứng thứ 13 ở Nhật Bản
Bảng xếp hạng QS Japan University Ranking năm 2019 xếp Đại học Kobe thứ 12 Nhật Bản với mức đánh giá cao nhất về năng lực nghiên cứu và công bố sản phẩm khoa học.
Tổ chức Times Higher Education xếp Đại học Kobe thứ 16 Nhật Bản vào năm 2019
Riêng Trường Quản trị Kinh doanh (Graduate School of Business Administration) của Đại học Kobe được Eduniversal xếp hạng 4 lá cọ (4 palmes) tức ở mức xuất sắc (exellence) dành cho trường kinh doanh có sức ảnh hưởng quốc tế đặc biệt.

## Xếp hạng cựu sinh viên
Cựu sinh viên của Đại học Kobe đạt được rất nhiều thành công trong xã hội Nhật Bản.
Theo bảng xếp hạng của Weekly Economist 2010, sinh viên tốt nghiệp từ Đại học Kobe xếp vị thứ 18 về tỷ lệ nhân sự tại 400 công ty ở Nhật. Họ cũng có mức lương trung bình cực kỳ cao với vị thứ xếp hạng 10 tại Nhật Bản, theo PRESIDENT.
Mines ParisTech: Professional Ranking World Universities xếp Đại học Kobe hạng 25 thế giới vào năm 2011 khi tính đến số lượng cựu sinh viên là CEO tại 500 công ty lớn nhất thế giới. Đại học Kobe cũng được xếp hạng 12 toàn Nhật Bản ở hạng mục số lượng cựu sinh viên nắm giữ vị trí cấp cao ở các công ty lên sàn chứng khoán của Nhật Bản, và con số này trên mỗi sinh viên (tức là xác suất trở thành nhân sự cấp cao) xếp hạng thứ 21.
Cựu sinh viên Đại học Kobe được xếp hạng thứ 8 tại Nhật về số lượng thí sinh đỗ kỳ thi CPA quốc gia.

## Sự nổi tiếng và kỳ thi đầu vào
Đại học Kobe rất nổi tiếng ở Nhật Bản. Kỳ thi tuyển sinh của trường được nhìn nhận là rất cạnh tranh và cam go. Độ khó của kỳ thi được xếp vào top 10 tại Nhật.

## Cựu sinh viên nổi bật
chính trị
- Uno Sōsuke, Thủ tướng thứ 75 của Nhật Bản
- Masayuki Naoshima, Bộ trưởng Bộ Kinh tế, Ngoại thương và Công nghiệp Nhật Bản
- Sanae Takaichi, Bộ trưởng Bộ Khoa học và Chính sách Công nghê Nhật Bản

công nghệ
- Sazō Idemitsu, nhà sáng lập Tập đoàn Idemitsu Kosan Co.,Ltd.
- Akio Tanii, cựu Giám đốc Điều hành Tập đoàn Panasonic
- Toshio Miyoshi, cựu Giám đốc Điều hành Tập đoàn Panasonic
- Masaya Hanai, cựu Giám đốc Điều hành Tập đoàn Toyota
- Shigeyoshi Imai, cự Giám đốc Điều hành Tập đoàn Kawasaki
- Tadaharu Ohashi, Giám đốc Điều hành Tập đoàn Kawasaki

kinh tế
- Takahiro Moriguchi, Giám đốc Điều hành JP Morgan Nhật Bản
- Yukio Maki, Giám đốc Điều hành Credit Suisse Nhật Bản

học thuật
- Sagawa Masato, Nhà nghiên cứu nam châm neodymium, Queen Elizabeth Prize for Engineering năm 2022
- Yamanaka Shin'ya, Giải Nobel Y - Sinh học năm 2012

nghệ thuật
- Tanioka Kumi, nhà soạn nhạc